# Carson City (pel·lícula)
Carson City és un western estatunidenc dirigit per André De Toth, i estrenat el 1952. Ha estat doblada al català.

## Argument
Al final del segle xix, Jeff Kincaid (Randolph Scott) ha de supervisar els treballs de construcció de la via fèrria que ha d'enllaçar a través de la muntanya la petita ciutat de Carson City amb Virginia City. L'objectiu és protegir els enviaments d'or i plata de Comstock que, transportats en diligència, pateixen contínuament els atacs dels bandits, però xoca amb Jack Davis, un ciutadà respectat i cap d'una banda de lladres de diligències.

## Repartiment
- Randolph Scott: Silent Jeff Kincaid
- Lucille Norman: Susan Mitchell
- Raymond Massey: "Big" Jack Davis
- Richard Webb: Alan Kincaid
- James Millican: Jim Squires
- Larry Keating: William Sharon
- George Cleveland: Henry Dodson
- William Haade: Hardrock Haggerty
- Don Beddoe: Zeke Mitchell
- Thurston Hall: Charles Crocker
- Vince Barnett: Henry